# Cynanchinae
Cynanchinae, podtribus svileničevki iz porodice zimzelenovki, dio je tribusa Asclepiadeae. Podijeljena je na tri roda, a tipični je lastavina Cynanchum, rasprostranjen po svim kontinentima.
U Hrvatskoj je prisutna samo  šiljasta lastovina ili  šiljasta lastavina, Cynanchum acutum.

## Rodovi
1. Cynanchum L. 256 vrsta
2. Mahawoa Schltr. 1
3. Schizostephanus Hochst. ex Benth. & Hook.f. 2